# Ричард Бърнс
Ричард Бърнс (на английски: Richard Burns) е английски автомобилен състезател, световен шампион в Световния рали шампионат за 2001 година.

## Ранни години
Роден е на 17 януари 1971 г. в Рединг, Англия. Започва да се учи да кара автомобил, когато е на осем, близо до къщата, където живее, с един стар „Триумф 2000“ на баща си и под негово ръководство. На 11 години го записват в „Клуба на състезателите под 17“, където става пилот на годината през 1984 г., само на 16-годишна възраст. След две години баща му го записва в „Състезателното училище за пилоти на Ян Чърчил“ (Jan Churchill's Welsh Forest Rally School) в Нютаун, тренирайки със състезателен автомобил Форд Ескорт. Под натиска на баща си подписва договор с „Крайвън Мотор Клуб“ в родния му град Рединг.

## Състезателна кариера
През 1990 година се присъединява към „Пежо Чалъндж“ и се състезава с легендарното Пежо 205 GTI, където и прави първия си тест в Световния рали шампионат.
Преминава в „Субару Рали Тийм“, където кара заедно с Алистър Макрий. Печели четири състезания, печелейки Световната титла при младите пилоти.
Кариерата му във „WRC“ започва през 1998 година. Първият му пълен сезон е като съотборник на трикратния световен шампион – Томи Макинен в заводския тим на японската компания „Мицубиши“.
През 1999 преминава в Субару, с които става вицешампион през 2000 година и печели титлата през 2001.
2002 година Бърнс преминава в много силния тим на Пежо.

## Болестта
През 2003 година е в много добра позиция да атакува световната титла, но един кръг преди края е диагностициран със злокачествен тумор на мозъка и той принудително напуска състезанията.
Въпреки проведените терапии, Ричард умира на 34-годишна възраст на 25 ноември 2005 година, след като изпада в кома. Така датата 25 ноември става черна за британския спорт, като в същия ден умира и легендарната футболна звезда Джордж Бест.